# 阿旺桑卓

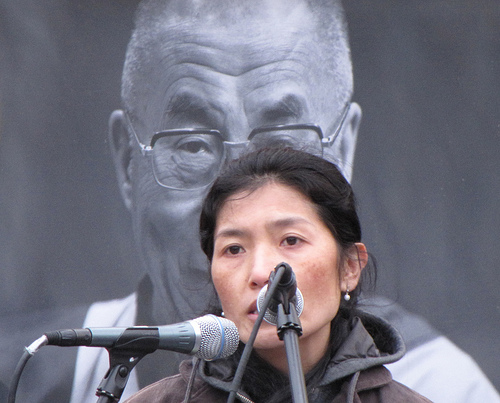
阿旺桑卓在纽约

阿旺桑卓（藏語：ངག་དབང་སངས་སྒྲོལ།，威利转写：ngag dbang sangs sgrol，1977年—），生于西藏拉萨，中国大陆前政治犯，1990年12岁时因呼喊西藏独立口号而被当局逮捕，判刑9个月；1992年再次入狱，刑期三年；后被三次加刑，刑期到2010年结束，2002年10月提前获假释，2003年3月下旬来到美国。

## 生平
1994年，在扎奇监狱里，她和其他13名尼姑秘密录制了赞美祖国西藏和十四世达赖喇嘛的歌曲，在境外制成CD，由伦敦的自由西藏运动组织散发。由于一些国际人权组织和西藏政治组织的压力，她的刑期由23年减为11年，2002年10月释放。玛丽·卢维尔的纪录片《拉萨之囚》便是描述阿旺桑卓的生平。